# Eosentomon tokui
Eosentomon tokui är en urinsektsart som beskrevs av Imadaté 1974. Eosentomon tokui ingår i släktet Eosentomon och familjen trakétrevfotingar. Inga underarter finns listade i Catalogue of Life.